# Cathédrale de Tartu

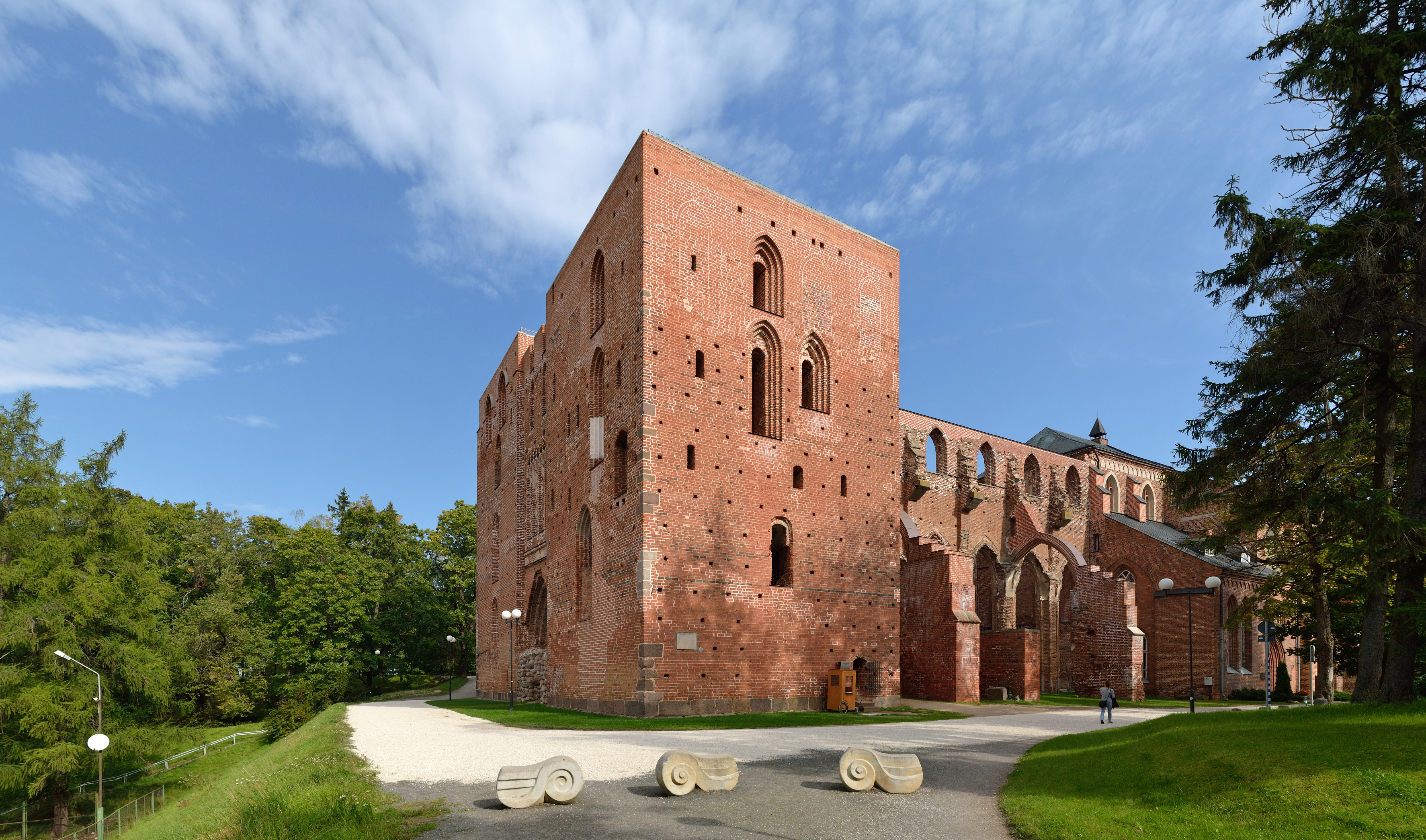
Façade ouest de la cathédrale

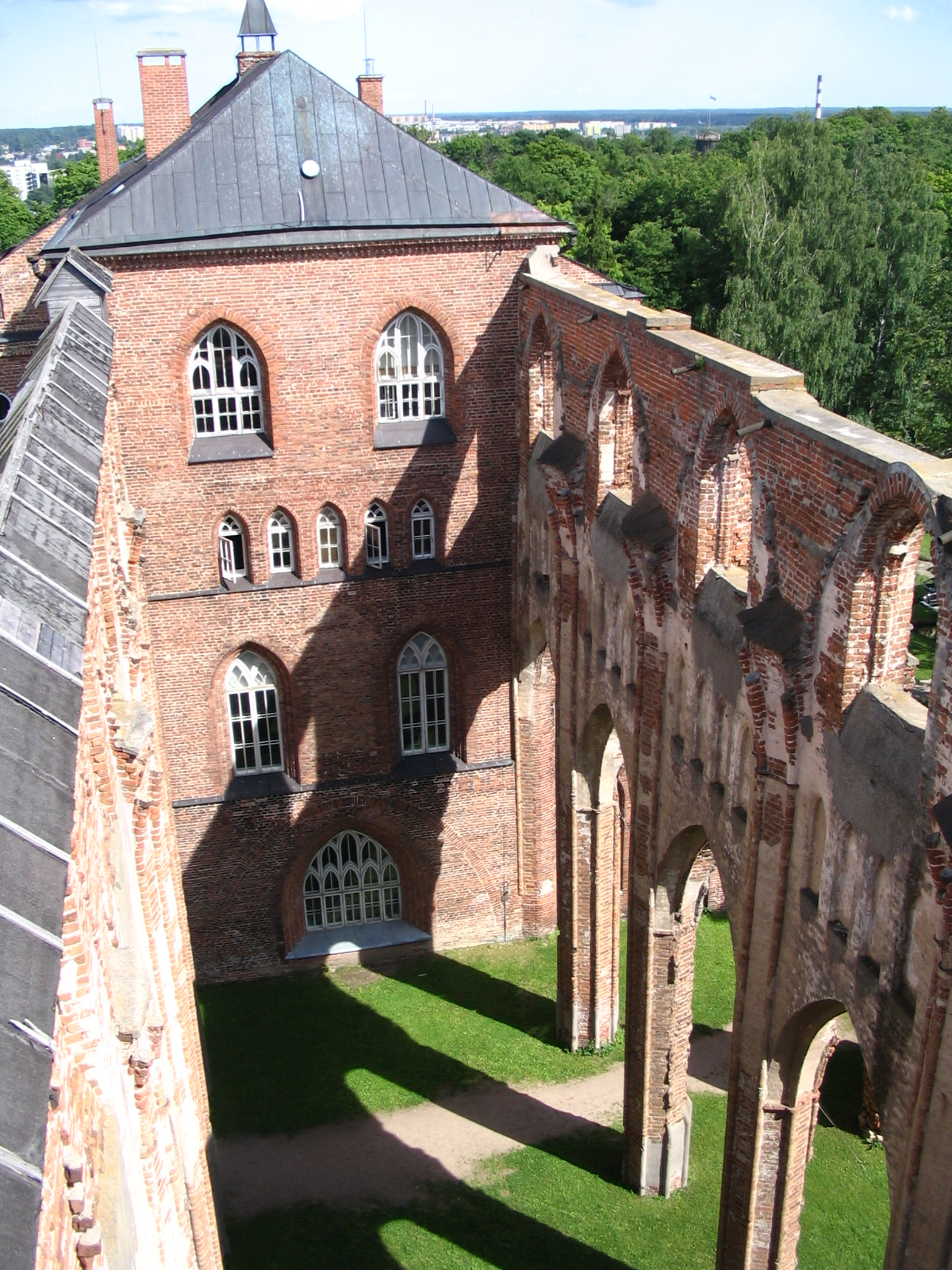
Vue depuis la tour sur la nef en ruines

La cathédrale de Tartu (estonien : Tartu toomkirik), connue auparavant sous le nom de cathédrale de Dorpat (allemand : Dorpater Domkirche) se trouve dans la ville de Tartu (Dorpat) en Estonie. Le bâtiment, situé sur une colline surplombant la ville, le Toomemägi, est aujourd'hui en ruines. Une partie a été rénovée pour accueillir le musée de l'Université de Tartu.

## Histoire
À l'époque des croisades baltes, le fort de Tarbatu (ou Tharbata, ou Tartu) fut à maintes reprises pris et repris par les Chevaliers Porte-Glaive et les Estoniens. En 1224, après que des renforts conduits par le prince Vyachko de Kukenois eurent été installés dans la forteresse, elle fut assiégée et conquise une dernière fois par les croisés allemands. Par la suite, connue sous le nom de Dorpat (Tarbatum), Tartu devint pendant la fin du Moyen Âge un centre commercial d'une importance considérable et la capitale de l'évêché de Dorpat.
La construction de la cathédrale gothique sur le flanc nord de la colline a probablement débuté dans la seconde moitié du XIIIe siècle. Elle fut entourée d'un cimetière et d'une résidence pour les membres du chapitre. Elle fut dédiée à saint Pierre et saint Paul qui étaient également patrons de la ville. La cathédrale était alors l'un des plus grands édifices religieux d'Europe de l'Est.
En 1262, l'armée du prince Dmitri de Pereslavl, le fils d'Alexandre Nevsky, lança une attaque sur Dorpat, qu'il prit et détruisit, mais ses troupes ne parvinrent pas à s'emparer de la forteresse de l'évêque sur la colline de Toome. L'événement a été consigné aussi bien dans les chroniques allemandes que dans les chroniques en vieux slavon oriental, qui nous donnent également la première attestation de l'installation de marchands et d'artisans allemands à l'ombre de la forteresse épiscopale.

## Déclin
Dans les années 1520, la Réforme atteint Tartu. Le 10 janvier 1525, la cathédrale fut sévèrement endommagée par les protestants partisans de l'iconoclasme. Après la déportation en Russie du dernier évêque romain catholique de Dorpat, Herman Wesel, en 1558, le lieu de culte fut abandonné.
Au XVIe siècle, durant la guerre de Livonie, les troupes russes dévastèrent la ville. Lorsque les Polonais conquirent Tartu en 1582, un projet de rénovation de la cathédrale fut envisagé, mais ne fut jamais mis en place en raison de la guerre polono-suédoise. Un incendie ravagea l'édifice en 1624.
En 1629, Tartu passa sous administration suédoise et la cathédrale poursuivit son déclin. Le traité de Nystad en 1721 donna la ville à l'Empire russe. Dans les années 1760, les deux tours furent réduites de 66 à 22 mètres, au niveau du toit de la nef afin de servir de plate-forme d'artillerie.

## Université de Tartu
Avec la réouverture de l'université de Tartu en 1802 par le tsar Alexandre Ier de Russie, l'architecte Germano-Balte Johann Krause fut chargé de construire dans les ruines de la cathédrale la bibliothèque universitaire. Une partie importante de la cathédrale fut cependant laissée à l'état de ruines.
Dans les années 1960, le bâtiment de la bibliothèque fut agrandi à l'intérieur de l'ancienne nef pour accueillir le musée de l'université de Tartu. Le reste de la cathédrale fut consolidé et l'accès aux tours ouvert au public.